# Олгой-Хорхой

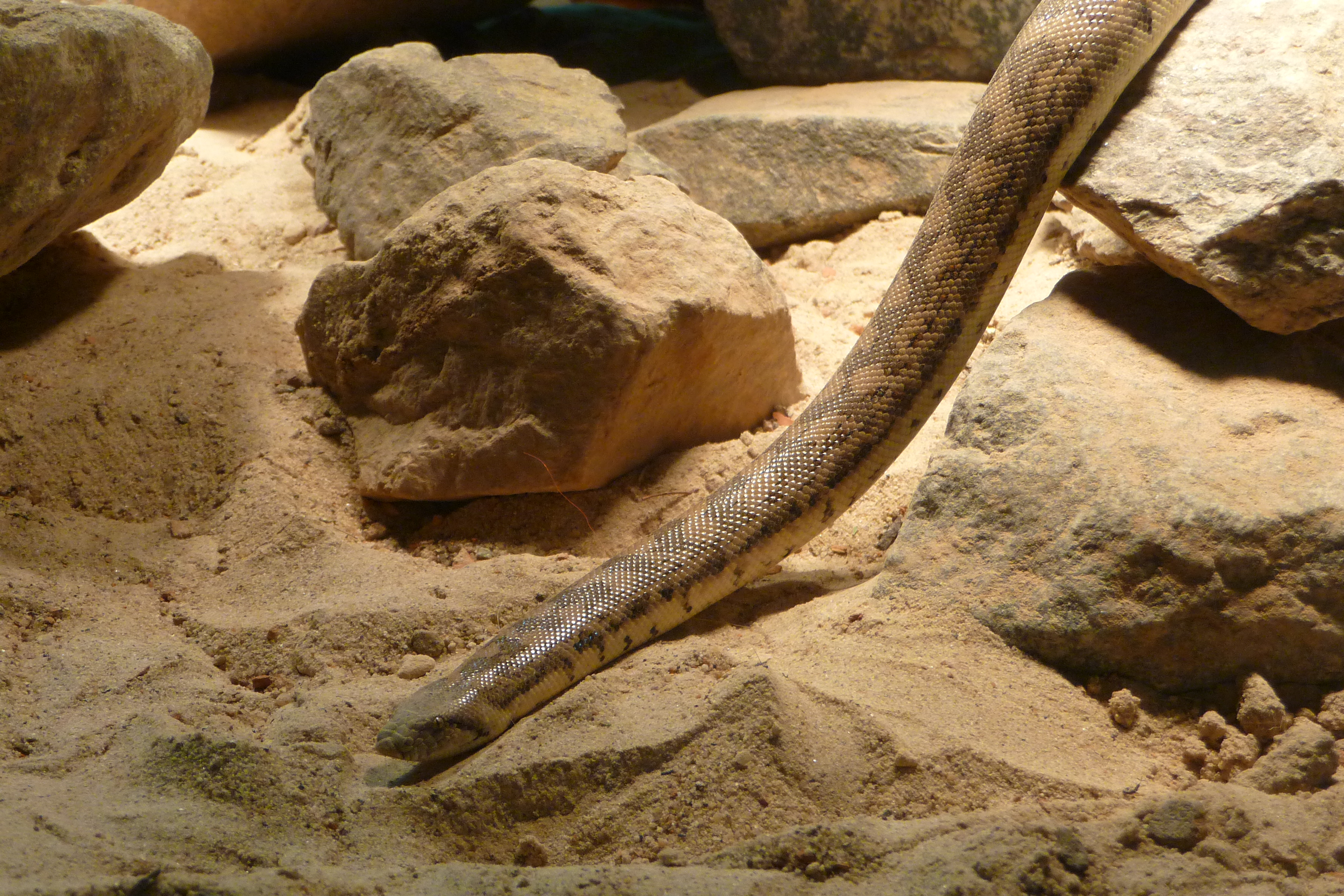
Удавчик східний (Eryx tataricus), імовірний прототип легенди

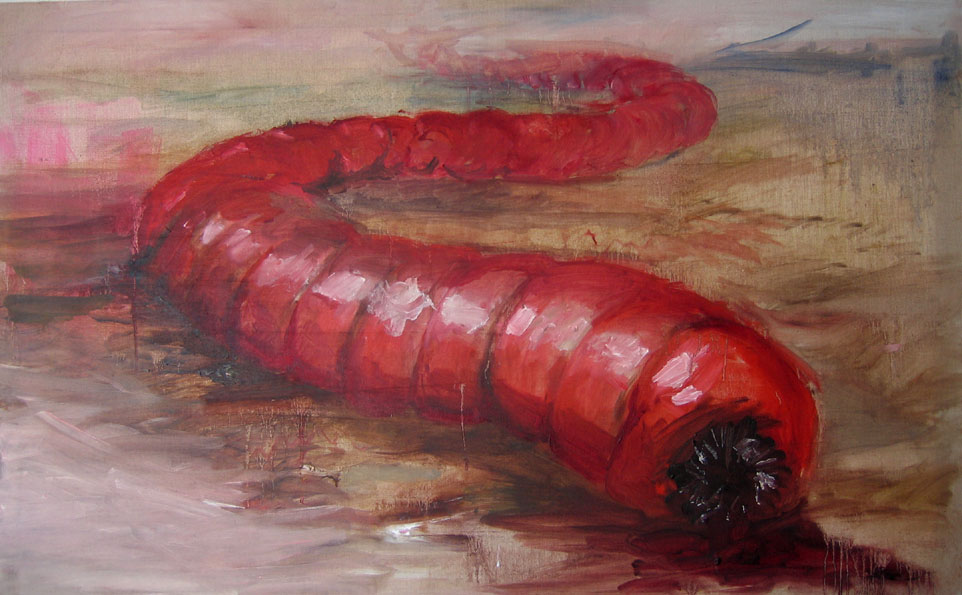
Інтерпретація Pieter Dirkx (Бельгія)

Олгой-Хорхой (Аллергохай-Хохай) — легендарна істота, що нібито мешкає на південь від Алтайських гір в безлюдних місцях, де є піщана земля. Це черв'як довший і товстіший за людську руку, який убиває жертву на відстані, викидаючи з себе їдку отруту, а також при прямому зіткненні — за допомогою удару струмом. 
У 1983 році екземпляр удавчика східного (Eryx tataricus) був показаний місцевим монголам, які казали, що бачили олгой-хороя, і ті підтвердили, що це саме ця тварина.
У 1922—1929 роках американська експедиція цікавилася відомостями про Олгой-Хорхоя. В кінці 1990-х років пошуками Олгой-Хорхоя впродовж декількох сезонів займалися польські зоологи[джерело?]. Вони на підставі розповідей місцевих кочівників пустелі дійшли висновку[джерело?], що, імовірно, існує декілька видів невідомих сучасній науці пустельних черв'яків (оскільки монголи окрім Олгой-Хорхоя згадували про Щар-Хорхоя — «жовтого черв'яка»), але так і не змогли знайти справжніх їхніх слідів. Проте, серед експонатів музею Паді Елим-Ам, гори Гурван-Сайхан, на даний момент представлено макет Олгой-Хорхоя.
Про загадкового Олгой-Хорхоя в Заалтайській Гобі повідомляв також палеонтолог і письменник І. Єфремов, котрий присвятив черв'яку однойменне фантастичне оповідання:
| «Серед мешканців Гобі здавна ходить переказ про великого й товстого хробака (олгой — товста кишка, хорхой — хробак), понад пів метра довжиною, що мешкає в недоступних піщаних місцях Гобійської пустелі. Його можна побачити лише в спеку, у червні—липні, пізніше він закопується в землю та спить» Оригінальний текст (рос.) «Среди жителей Гоби издавна распространено предание о большом и толстом черве (олгой — толстая кишка, хорхой — червяк), свыше полуметра длиной, живущем в недоступных песчаных местах Гобийской пустыни. Его можно видеть только в самую жару, в июне — июле, позднее он зарывается в землю и спит». |
Також згадує про Олгоя-Хорхоя персонаж повісті Аркадія та Бориса Стругацьких «Країна багряних хмар». Зустріч з Олгой-Хорхоєм описана в оповіданні Спартака Ахметова й Олександра Янтера «Синя смерть». Олгой-хорхоя описує у своєму романі «Приборкувачі диявола» також чеський письменник Людвік Соучек.

## Наукові версії
Багато дослідників, що вивчали свідчення місцевих мешканців і дані, зібрані різними експедиціями, вважають, що йдеться про тварину, абсолютно невідому науці. Проте зоолога Джона Л. Клаудсі-Томпсона, одного з прославлених фахівців з пустельної фауни, деякі риси олгой-хорхоя підштовхнули до припущення, що йдеться про різновид змії, поки що невідомий науці, але споріднений з vibora mortal australiana, яка сама є різновидом гадюки, поширеної в південній півкулі. Її зовнішній вигляд схожий на зовнішність тварюки з пустелі Гобі і, крім того, вона теж може вбивати своїх жертв, бризкаючи отрутою на відстані.
За іншою версією, яку відстоює французький криптозоолог Мішель Райналь і чех Ярослав Марес, Олгой-Хорхой може належати до рептилій-двоходок, що позбулися лап в ході еволюції. Ці рептилії можуть бути червоного або бурого кольору, і в них дуже складно розрізнити голову та шию. Основне заперечення цієї гіпотези полягає в тому, що ніхто не чув, аби ці рептилії були отруйними або мали орган, здатний проводити електричний струм.
Ще одна версія допускає, що йдеться дійсно про кільчастого черв'яка, який отримав особливу захисну шкіру в умовах пустелі. Відомо, що деякі з цих земляних черв'яків здатні бризкати отрутою в разі самозахисту.
І, нарешті, останнє припущення, яке висловили російські зоологи: загадковий черв'як не хто інший, як гельмінт, що досяг величезних розмірів. Їх розвелася величезна кількість після того, як в XIII столітті Центральною Азією пронеслася кіннота Чингізхана. Як би там не було, Олгой-Хорхой залишається загадкою для зоологів, що ще не одержала жодного задовільного пояснення.